# Kimbap

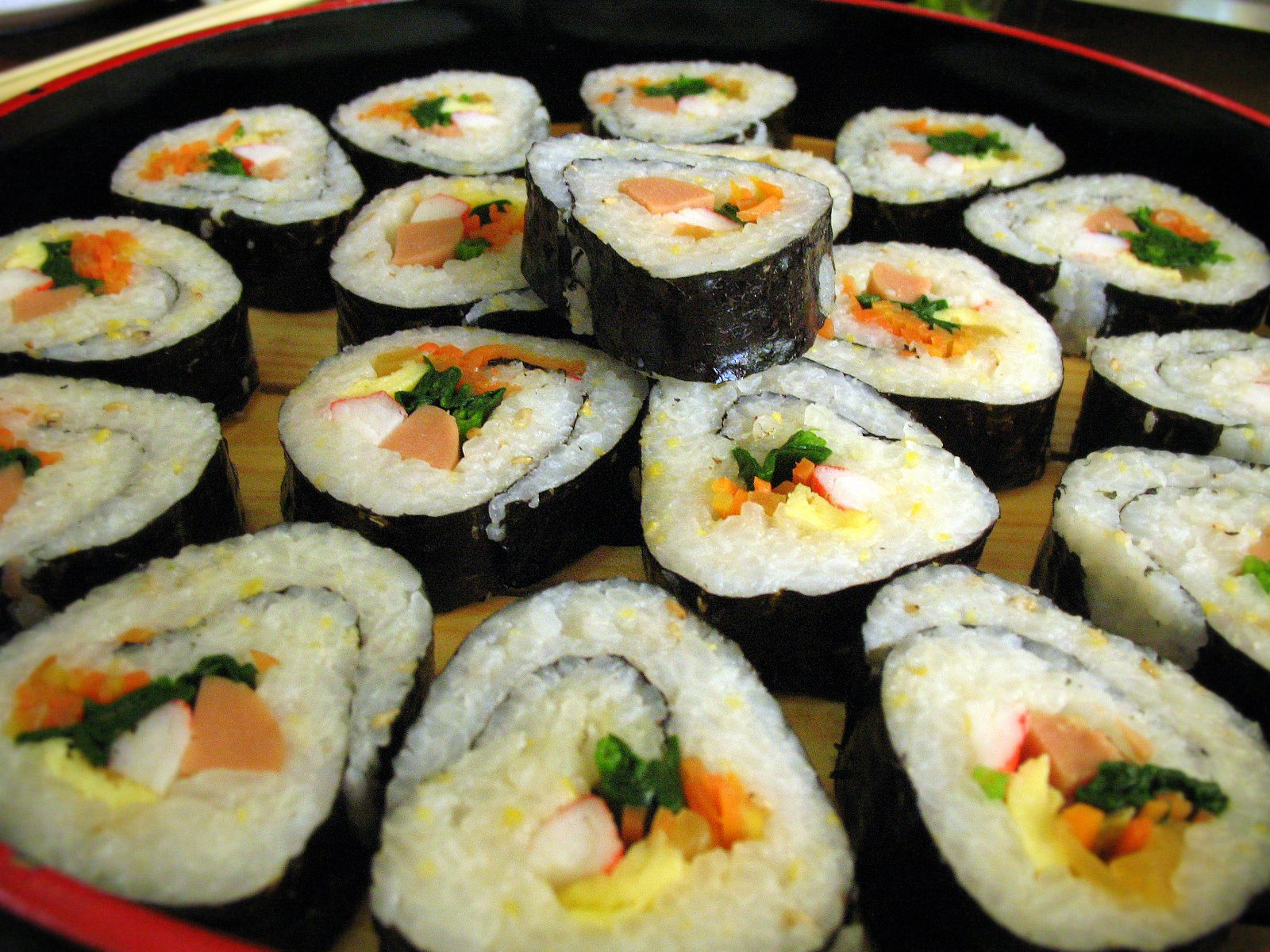
김밥

Kimbap nebo gimbap je populární korejské rychlé občerstvení vyrobené z dušené bílé rýže (bap) a různých dalších složek, zabalené v listech ze sušených mořských řas (kim). 
Podává se teplé v malých porcích. Kimbap se často jí na piknicích nebo venkovních akcích nebo jako lehký oběd, podávaný s danmudži nebo kimčchi.